# Litoria timida
Litoria timida es una especie de anfibio anuro de la familia Pelodryadidae.

## Distribución geográfica
Esta especie es endémica de Papúa Nueva Guinea. Habita a menos de 500 m de la cuenca del río Fly en Milne Bay.
Su presencia es incierta en el oeste de Nueva Guinea.

## Descripción
Los machos miden de 21.3 a 23.9 mm y las hembras 26.3 mm.

## Publicación original
- Tyler & Parker, 1972 : Additions to the hylid frog fauna of New Guinea, with description of a new species, Litoria timida. Transactions of the Royal Society of South Australia, vol. 96, p. 157-163[6]